# Filtre de Txebixov
Els filtres de Txebixov són un tipus de filtre electrònic, poden ser tant  analògics com  digitals.
Són filtres, analògics o digitals, que tenen un pendent més pronunciat (a nivell de diagrames) i més ondulació passabanda (tipus I) o ondulació banda discriminada.
Els filtres Txebixov tenen la propietat de minimitzar l'error entre el filtre característic ideal i el real sobre el rang del filtre, però amb ondulacions a la banda passant.
Degut a l'ondulació passabanda inherent en els filtres Txebixov, filtres que tenen una resposta més suau a la banda passant però més irregular a la banda discriminada són preferits per a determinades aplicacions.
Quant al seu disseny, un filtre Txebixov necessita una matemàtica complexa, per això normalment s'utilitzen unes taules ja calculades. Normalment es parteix d'un filtre Butterworth, es conserva la part imaginària dels pols i només es calcula la real.

## Història
Anomenats en honor de Pafnuti Txebixov, estan relacionats amb els  filtres de Butterworth. Aquest nom es deu al fet que les seves característiques matemàtiques es deriven de l'ús dels polinomis de Txebixov.

## Descripció
En els filtres de Txebixov s'aconsegueix una caiguda de la resposta en freqüència més pronunciada a freqüències baixes, ja que permeten més arrissat que altres filtres en alguna de les seves bandes. Es coneixen dos tipus de filtres de Txebixov dels quals són:

### Filtre de Txebixov de tipus I
Són filtres que únicament tenen pols, presenten un arrissat constant a la banda passant i presenten una caiguda monòtona en la banda no passant.
La resposta en freqüència és:
{\displaystyle \left|H(\Omega )\right|^{2}={\frac {1}{1+\epsilon ^{2}T_{N}^{2}\left({\frac {\Omega }{\Omega _{c}}}\right)}}} per a {\displaystyle 0\leq \epsilon \leq 1}
on N és l'ordre del filtre, {\displaystyle \Omega _{c}} és la freqüència de tall, {\displaystyle \Omega } és la freqüència analògica complexa ({\displaystyle \Omega }=j w) y {\displaystyle T_{N}(x)} és el polinomi de Txebixov d'ordre N, que es defineix com:
{\displaystyle T_{N+1}=2\cdot x\cdot T_{N}(x)-T_{N-1}(x)} con {\displaystyle T_{0}(x)=1} y {\displaystyle T_{1}(x)=x}
en aquests filtres la freqüència de tall no depèn de N i el mòdul de la seva resposta en freqüència oscil·la (arrissat) entre 1 i {\displaystyle 1 \over {\sqrt {1+\epsilon ^{2}}}}.

### Filtres de Txebixov de tipus II
Aquests filtres, a diferència dels Txebixov I, presenten zeros i pols, el seu arrissat és constant a la banda no passant i a més presenten una caiguda monòtona en la banda passant.
La seva resposta en freqüència és:
{\displaystyle \left|H(\Omega )\right|^{2}={\frac {1}{1+\epsilon ^{2}\cdot {\frac {T_{N}^{2}\left(\Omega _{s}/\Omega _{c}\right)}{T_{N}^{2}\left(\Omega _{s}/\Omega \right)}}}}} per a {\displaystyle 0\leq \epsilon \leq 1}
En un diagrama de circumferència unitat, els pols estarien en una el·lipse i els zeros sobre l'eix imaginari.

## Altres tipus de filtres
- Filtre de Butterworth
- Filtre el·líptic o de Cauer
- Filtre de Bessel